# Jefrém
Jefrém (em berbere: ⵢⴼⵔⴰⵏ; romaniz.: Ifran; em árabe: يفرن; romaniz.: Iafran / Iefren; em italiano: Iefren) é uma cidade do noroeste da Líbia do distrito de Jabal Algarbi, a oeste dos montes Nafuça. Entre 1983 e 1987 e novamente em 2001, foi capital do distrito homônimo.

## História
Nas imediações de Jefrém, há uma sinagoga judaica que há séculos é guardada pelos muçulmanos. No teto há inscrições e sua arquitetura é formada por seis arcos e janelas que aludem à Estrela de Davi. Segundo a tradição há nela uma das pedras do Segundo Templo de Jerusalém. Entre 1948 e 1967, ano da Guerra dos Seis Dias, a comunidade judaica de Jefrém e outros locais da Líbia foi gradualmente partindo do país, mas agora que o regime de Muamar Gadafi foi derrubado, as comunidades locais almejam convidar os judeus para retornarem. Hoje a sinagoga é protegida por Maomé Madi, o mais jovem das três gerações que protegem o prédio, e cujo avô protegeu judeus em Jefrém com rifle em 1948.

### Guerra civil líbia
Em 2009, os berberes dos montes Nafuça foram vítimas de linchamentos públicos por parte das comunidades árabes, e alguns indivíduos oriundos de Jefrém foram vitimas. Os locais, como aqueles de outras cidades líbias, confrontaram Muamar Gadafi na guerra civil de 2011. No tempo da guerra, circulava ali um jornal berbere e havia uma associação que defendia e promovia a língua e cultura tamazigue. Em fevereiro estava sob os insurgentes e era um dos locais  onde se criou comitê revolucionário . Entre 21 e 22 de março, forças lealistas bombardearam-na e mataram 9 pessoas; segundo pessoa que relatou o episódio, os lealistas usaram armamento pesado contra Jefrém, Zintane e Misurata numa ação que matou 50 pessoas.
Em maio, com a continuidade dos conflitos, mais 100 pessoas morreram em Jefrém e Nalute. Os lealistas cortaram o sistema de água, bloquearam os suprimentos alimentícios e mantiveram a parte ocidental da cidade com aproximados 500 rebeldes na seção oriental de Jefrém ainda resistindo. Em 4 de julho, os insurgentes alegaram terem libertado Jefrém e Quicla. Jefrém caiu às forças de Gadafi em algum momento no final de maio ou começo de junho. O centro da cidade foi usado como posição aos "tanques do governo, armas de artilharia e snipers".
Em 2 de junho, as forças rebeldes retomaram a cidade e começaram a limpar a área das forças de Gadafi. Em 6 de junho, o jornalista da Reuters relatou que as forças pró-Gadafi estavam a ser vistas em ou em torno de Jefrém. Em agosto, locais se envolveram nos combates na capital e segundo relatos de um dos médicos que trabalhava no hospital de Jefrém, mais de 200 enfermos, oriundos dos vários frontes da guerra, deram entrada no hospital. Em setembro, houve o surgimento, após a passagem de tropas lealistas por Nalute, Jadu, Jefrém e Quicla, de movimentos de cunho identitário berbere; em lojas, carros e casas de Jefrém havia bandeiras berberes. Em Jefrém foi erguido um monumento que celebra sua libertação, com centenas de projéteis de armas, metralhadoras, morteiros e esqueletos de alguns tanques empilhados e próximo a ele estão os corpos de mais de 40 "mártires" capturados pelas forças lealistas e mortos barbaramente no cativeiro.
Em janeiro de 2013, organizou-se grande concerto que teve a participação de numerosos artistas internacionais e se realizou o primeiro fórum aos direitos constitucionais da comunidade amazigue (berbere) - por iniciativa de localidades berberófonas como Zuara, Jadu, Nalute, Jefrém, etc. e sob patrocínio do novo parlamento eleito - que fez suas recomendações à redação da nova carta fundamental e deu origem ao Alto Conselho Imazigue da Líbia (ACIL). Em dezembro, Jefrém foi uma das localidades afetadas pelas fortes chuvas que castigaram o norte da África e causaram inundações. Em setembro de 2014, delegação de dignitários zintanes foi discretamente à Jefrém para convencer seus notáveis a ajudá-los a mediar com os líderes político-militares de Misurata, porém se recusaram.
Em setembro de 2015, uma UTI foi criada através dos Corpos Médicos Internacionais num hospital de Jefrém. Em outubro de 2016, chefes militares de Gariã, Jefrém, Jadu, Quicla, Rujbane e Axguiga participaram num encontro em Gariã no qual se decidiu uma união das forças locais sob o comando conjunto dos generais brigadeiros Alrama Suaisi e Maomé Xataíba. Em dezembro, Jefrém era uma das localidades que preparavam-se para realizar eleições municipais. Em junho de 2017, com a divisão da com a divisão da Universidade da Montanha Ocidental em duas, e com a subsequente criação das Universidades de Gariã e Zintane, a Universidade de Educação sediada em Jefrém ficará sob jurisdição de Zintane. Entre 8 e 9 de outubro, empresárias líbias de Trípoli, Bengasi, Jefrém e Saba participaram do Fórum de Empoderamento Econômico das Mulheres sediado no Cairo para discutir o papel das mulheres na economia e os impedimentos para o ingresso de mulheres no mercado de trabalho na Líbia. Em novembro, segundo relatório da União Europeia, havia de 0 a 40% de hospitais operacionais em Jefrém, Sormane, Bengazi, Zuara e Zlitene.